# 1975 no teatro

## Nascimentos
| Data           | Nome             | Profissão       | Nacionalidade | Observações | Ref |
| -------------- | ---------------- | --------------- | ------------- | ----------- | --- |
| 12 de abril    | Camila Morgado   | atriz           | Brasil        |             |     |
| 13 de maio     | Itatí Cantoral   | atriz           | México        |             |     |
| 16 de julho    | Ana Paula Arósio | atriz           | Brasil        |             |     |
| 16 de agosto   | Lyliah Virna     | atriz           | Brasil        |             |     |
| 22 de agosto   | Rodrigo Santoro  | ator            | Brasil        |             |     |
| 11 de novembro | Angélica Vale    | Atriz e Cantora | México        |             |     |